# Monaeses parvati
Monaeses parvati es una especie de araña cangrejo del género Monaeses, familia Thomisidae. Fue descrita científicamente por Tikader en 1963.

## Distribución
Esta especie se encuentra en India.